# Pensamiento de Norea
El Pensamiento de Norea es el segundo tratado del Códice IX de Nag Hammadi (NH IX 27-29). Comprende 52 líneas. El manuscrito no tiene título, por lo que se toma del cuerpo del texto (29,3), en la última frase. Está escrito en sahídico, un dialecto de copto.

## Aspectos literarios generales
Aunque ha sido considerado una carta, Norea es más bien un himno o salmo en prosa, aunque con ciertas características poéticas como los paralelismos y las repeticiones. Puede compararse con las Odas de Salomón. Debido a su concisión, es posible que sea parte de otro texto más extenso, conservando no obstante su propia unidad literaria, como ocurre con la sección de los Trece reinos del Apocalipsis de Adán (V, 77, 27-82, 19).
Este texto no se debe identificar con el libro de Norea mencionado por San Epifanio en su libro sobre los Herejes.
El texto está corrompido en varios lugares y los traductores lo enmiendan. Muchos errores gramaticales, en género, número, formas verbales y pronombres, pueden deberse a la traducción del griego al copto. 

## Argumento y estructura
La situación inicial es superficialmente similar a una escena de la Hipóstasis de los Arcontes (92, 33-93, 6) en la que estos intentan violar a Norea. En ambos textos, un personaje llamado Norea grita al Dios supremo y es salvado. Pero no parece que se trate del mismo personaje.
Este que aquí aparece es devuelto a su lugar original, entre los "eones imperecederos" (28, 10) donde se queda hasta el presente, hablando palabras de vida (28, 13-14) y glorificando al Padre (28, 20). Sin embargo, todavía es deficiente en cuanto al conocimiento, así que el texto termina esperando con ansia el tiempo en que deje la deficiencia y vaya al Pléroma, gracias a cuatro protectores sagrados, que intercederán ante el Padre de todo.
Pueden considerarse cuatro partes:
a) La invocación al Padre de Todo y su compasión celestial (27,11-20).
b) El grito y la duda de Norea (27,21-28-12).
c) La actividad de Norea sin el Pleroma (238,12-23).
d) La salvación futura de Norea y su herencia espiritual (28,24-29,5).
El tratado se cierra remitiendo a la Hipóstasis de los Arcontes, texto en el que Norea pide ayuda y el ángel Eleleth (una de las cuatro Luminarias que están ante el Gran Espíritu Invisible) la rescata.

## Relaciones con otros escritos
El mito que subyace al himno, está relacionado con los sistemas mitológicos expuestos por el apócrifo de Juan, El libro Sagrado del gran Espíritu Invisible, y Las tres Estelas de Set. Y aunque no pueda decirse que depende directamente de la Hipóstasis de los Arcontes es probable que ambos tengan fuentes comunes. Todas estas relaciones hacen posible explicar el significado de varias entidades nombradas en el himno.

## El personaje Norea
Norea es referida en la literatura bajo diversas relaciones: como hija de Adán y Eva, como esposa-hermana de Set, y también como esposa de Noé o Sem.
Y es presentada de modo ambivalente: bien como seductora de los arcontes o como víctima violada por ellos.